# Nogo-A
Nogo-A es una proteína que viene codificada por el gen 
RTN4(reticulon family).Es la proteína asociada a la mielina con mayor efecto inhibitorio del sistema central, aunque también existen otras que ejercen un papel similar como son las glicoproteínas asociadas a los oligodendrocitos (OMpg) o las glicoproteínas asociadas a la mielina (MAG). Nogo-A, forma parte de la familia proteica Nogo, que está compuesto por Nogo-A, Nogo-B y Nogo-C, estas proteínas están asociadas al retículo endoplasmático y están involucradas en la secreción neuroendocrina y en el transporte transmembrana en las células del sistema neuroendocrino. Esta proteína se localiza en la materia blanca del sistema nervioso central (SNC), concretamente en la superficie de los oligodendrocitos y en el “loop” interno de la mielina, donde los axones contactan con esta.
Es una proteína transmembranal constituida por dos dominios inhibidores, uno denominado Nogo-66 que se encuentra en el dominio externo, y otro llamado amino-Nogo que se localiza en la cara interna de la membrana celular. Nogo-66 es el dominio más caracterizado, y ejerce su efecto inhibitorio uniéndose a su receptor, el receptor NgR. Por el contrario, amino-Nogo solamente ejerce un efecto inhibitorio cuando la mielina y la membrana de los oligodendrocitos están en contacto ya que únicamente queda expuesto al exterior bajo estas circunstancias. Ambos dominios ejercen su papel inhibitorio sobre las neuronas vecinas, aunque amino-Nogo también es capaz de interaccionar con astrocito favoreciendo la aparición de la cicatriz glial alrededor de la zona de la lesión. A pesar de que amino-Nogo no se une a un receptor NgR, recientemente se ha descubierto un péptido en esta región, llamado Amino-Nogo-A, que si se une a este receptor NgR. No obstante, este péptido (amino-nogo-A) no altera el crecimiento axonal, sin embargo, se puede fusionar con el dominio Nogo-66 y formar una nueva isoforma que actúa como antagonista de NgR. 

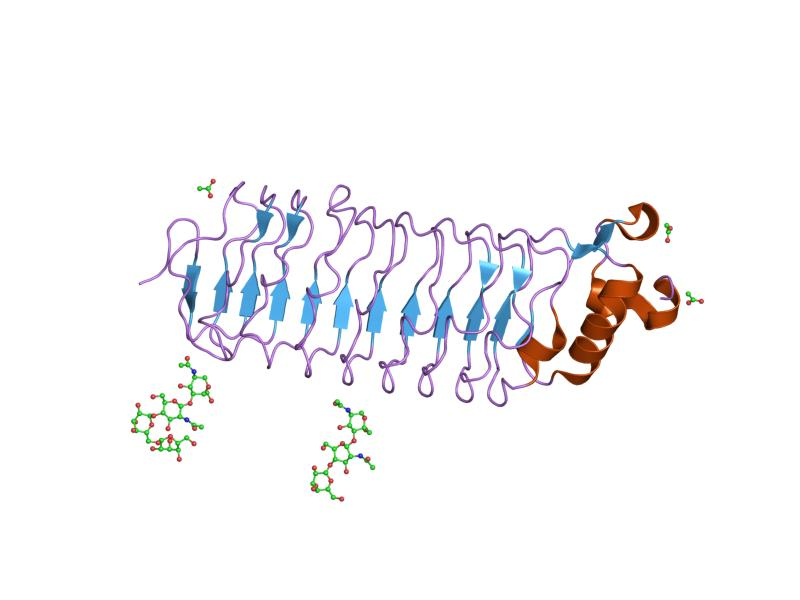
Receptor NgR

## Fisiología
Al unirse al receptor NgR, este interactúa con el receptor p75 NTR y activa una cascada
intracelular donde se produce la activación de las Rho quinasas (especialmente RhoA) que
juegan un papel muy importante en la inhibición del crecimiento axonal. Esto se produce 
porque las RhoA dan lugar a una despolimerización de los microtúbulos 
del cono axonal.
La fisiología de NgR y p75 ha sido descrita recientemente. Estas moléculas, no se encuentran 
unidas a través de la membrana celular, sin embargo, cuando se bloquea o elimina el dominio extracelular de uno de los dos receptores (receptor NgR y receptor p75) se detiene el efecto inhibitorio que ejerce el conjunto (NgR-p75) sobre las células colindantes. Esto indica que dichas moléculas interactúan extracelularmente mediante sus respectivos receptores.

## Perspectivas futuras
Por tanto, la posibilidad de bloquear el efecto inhibitorio de esta proteína tras el daño 
neuronal y de sus dos dominios (amino-nogo y nogo-66) tiene gran importancia en la protección y restauración de las neuronas. De esta forma, puede influir en tratamientos de enfermedades autoinmunes, contusiones vertebrales y enfermedades relacionadas con el deterioro cerebral. No obstante, aunque consiguiésemos bloquear el efecto inhibitorio de Nogo A no solucionaríamos el problema que hace referencia a dichas enfermedades o patologías, ya que la existencia de las moléculas MAG y Omgp continuarían ejerciendo el efecto inhibitorio que los caracteriza. Es por eso, que si se quiere solucionar este problema de raíz, se debe centrar los estudios en el bloqueo de la actuación de las tres moléculas y sus múltiples dominios.